# Stunde der Musik

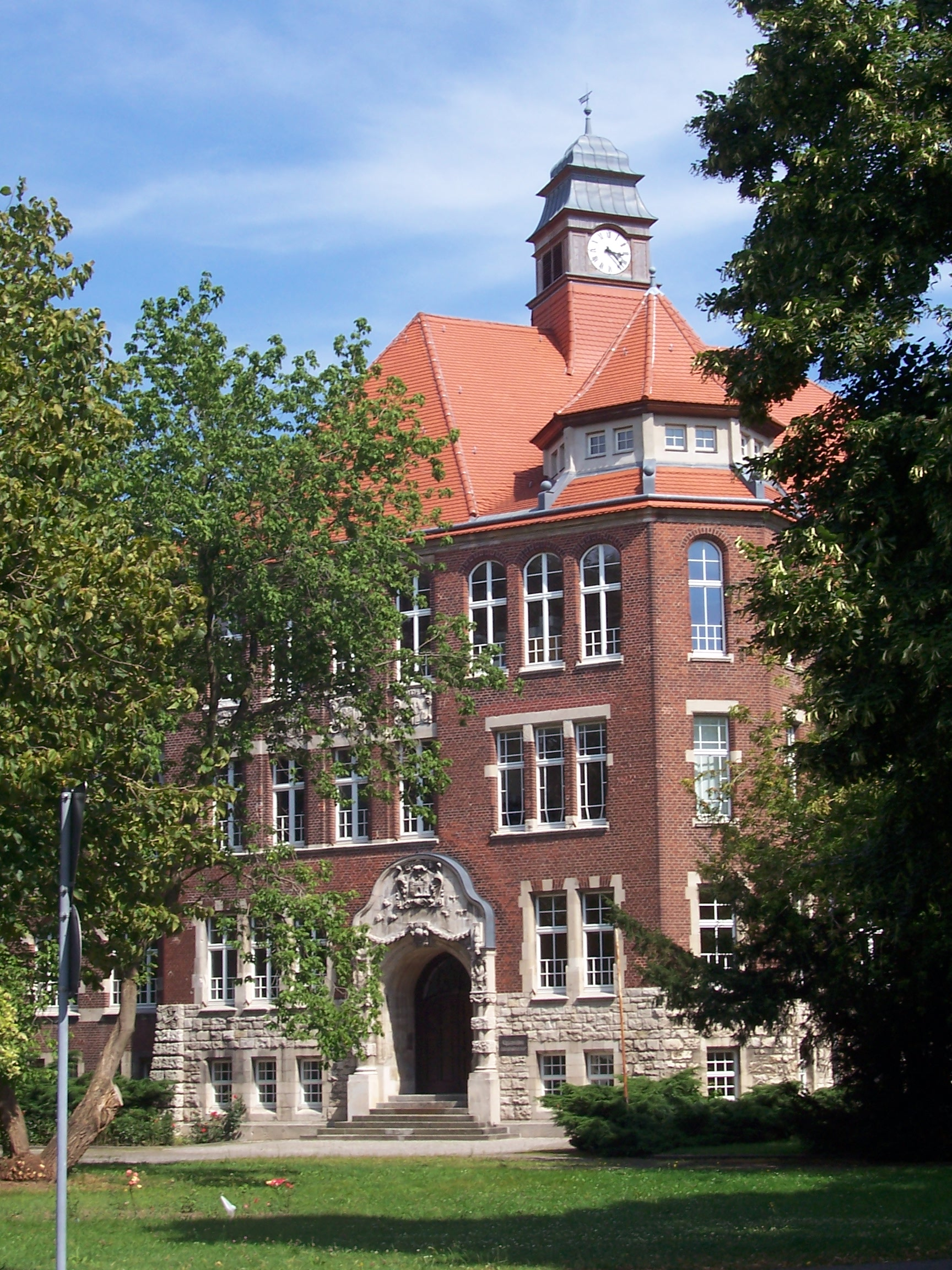
Das alte Realgymnasium ist seit 1996 Veranstaltungsort für die Stunde der Musik

Die Stunde der Musik ist eine klassische Konzertreihe in Eilenburg mit über sechzigjähriger Tradition. Veranstalter war bis Ende 2012 die Stadt Eilenburg. Seit 2013 liegt die Organisation in den Händen des Musikvereins Eilenburg e.V. Pro Jahr gibt es sechs Termine.

## Geschichte
Die erste „Stunde der Musik“ fand am 6. Oktober 1948 in der Aula des alten Lehrerseminars in der Gustav-Raute-Straße statt. Zu Beginn traten vorwiegend Künstler aus dem Eilenburger Raum auf. Im Laufe der Jahre konnten für die Konzertreihe zahlreiche namhafte Kammer- und Klaviermusiker engagiert werden. Nachdem die Reihe über viele Jahre im Kulturhaus des Chemiewerkes stattfand, wurden später der Ratsaal im Rathaus Eilenburg („Rathauskonzerte“) und kurze Zeit das Bürgerhaus als Veranstaltungsort genutzt. Seit 1996 finden die Konzerte in der Aula des ehemaligen Gymnasiums statt. 2008 feierte die Stunde der Musik ihr sechzigjähriges Bestehen. Für das Festjahr konnte der Studiendekan der Hochschule für Musik und Theater „Felix Mendelssohn Bartholdy“ Leipzig, Christoph Taubert, als Schirmherr gewonnen werden.
Die Organisatoren unterhalten Kontakte zur Hochschule für Musik und Theater „Felix Mendelssohn Bartholdy“ Leipzig, zum Gewandhaus Leipzig, zum MDR-Sinfonieorchester und ehemals zur Deutschen Chopingesellschaft.

## Profil
Die Stunde der Musik versteht sich als Veranstaltung zur „Pflege klassischer Musik großer Komponisten verschiedener Stilepochen“ mit solistischen und kammermusikalischen Darbietungen. Für Konzerte können häufig national und international anerkannte Künstler gewonnen werden. Jubiläen großer Persönlichkeiten der Musikgeschichte werden im jeweiligen Jahresprogramm berücksichtigt.

## Auftritte bekannter Künstler
- Rolf-Dieter Arens (2017, 2018)
- Gerhard Bosse
- Gerlint Böttcher (2017)
- Vadim Chaimovich
- Frank-Michael Erben
- Kerstin Feltz (2016)
- Tobias Forster (2015)
- Zoltan Füzesséry (2016)
- Rudolf Fischer
- Christiane Klonz
- Christoph Mayer (2018)
- Aleksandra Mikulska (2015)
- Pervez Mody
- Karl-Heinz Pick
- Reinhold Quartett (2015)
- Peter Rösel
- Gustav Schmahl
- Annerose Schmidt
- Reinhard Seehafer
- Siegfried Stöckigt
- Karl Suske
- Amadeus Webersinke